# Åke Natt och Dag (direktör)

För ämbetsmannen med samma namn, död 1969, se Åke Natt och Dag.  
Åke Gustaf Arvidsson Natt och Dag, född 6 november 1951 i Brännkyrka församling i Stockholm, är en svensk direktör som varit verksam inom miljöområdet.
Åke Natt och Dag har efter avlagd filosofie kandidat-examen tjänstgjort som utredningssekreterare hos Sveriges grossistförbund och som departementssekreterare vid Utrikesdepartementets handelsavdelning. Han har varit verkställande direktör för Sveriges Frukt- och grönsaksdistributörer och därefter VD för Krav – kontrollföreningen för ekologisk odling. Sedan var han miljöchef och chef för Koncernstab Konsument och miljö på Kooperativa Förbundet (KF) innan han blev miljöchef för Coop Norden.